# بناة مسعى التنين 2
بناة مسعى التنين 2 (بالإنجليزية:Dragon Quest Builders 2)، هي الجزء الثاني الفرعي من سلسلة دراغون كويست، صدرت اللعبة في الأسواق اليابانية بتاريخ 20 ديسمبر 2018، وستصدر في يوليو 2019 لبقية بلدان العالم، وتعمل على منصتي بلاي ستيشن 4 زنينتندو سويتش.

## روابط خارجية
- بناة مسعى التنين 2 على موقع IMDb (الإنجليزية)